# Baruch Shmailov
Baruch Shmailov (en hébreu : ברוך שמאילוב), né le 9 février 1994, est un judoka israélien.

## Carrière
Baruch Shmailov est médaillé de bronze par équipes aux Jeux olympiques d'été de 2020 à Tokyo.
En 2024, il participe aux Jeux olympiques d'été à Paris, dans la catégorie des moins de 66 kg hommes.

## Palmarès
| Année | Compétition     | Lieu  | Résultat | Catégorie             |
| ----- | --------------- | ----- | -------- | --------------------- |
| 2021  | Jeux olympiques | Tokyo | 3e       | Par équipes           |
| 2024  | Jeux olympiques | Paris |          | moins de 66 kg hommes |